# 57 (tal)
57 (femtiosju) är det naturliga talet som följer 56 och som följs av 58.
- Hexadecimala talsystemet: 39
- Binärt: 111001

## Talteori
- Delbarhet: 1, 3, 19, 57
- Antal delare: 4
- Summan av delarna: 80
- Primfaktorisering: 3 · 19
- Enda positiva heltalet i vars primtalsfaktorisering (57 = 3·19) samtliga udda siffror förekommer exakt en gång
- 57 är ett udda tal.
- 57 är ett semiprimtal
- 57 är ett Leylandtal
- 57 är ett Prothtal
- 57 är ett ikosagontal
- 57 är ett defekt tal
- 57 är ett extraordinärt tal
- 57 är ett aritmetiskt tal
- 57 är ett Ulamtal.
- 57 är ett palindromtal i det kvinära talsystemet.

## Inom vetenskapen
- Lantan, atomnummer 57
- 57 Mnemosyne, en asteroid
- M57, planetarisk nebulosa i Lyran, Messiers katalog